# Cherax
Genre
Synonymes
- Astaconephrops Nobili, 1899[1]
- Chaeraps[1]
- Cheraps Erichson, 1846[1]
- Parachaeraps Smith, 1912[1]

Cherax est le genre le plus important et le plus répandu d'écrevisses dans l'hémisphère sud. Originaires notamment d'Australie, des espèces de ce genre pullulent dans une eau entre 15 et 20 °C. Elles peuvent mesurer jusqu'à 26 cm à l'âge adulte.

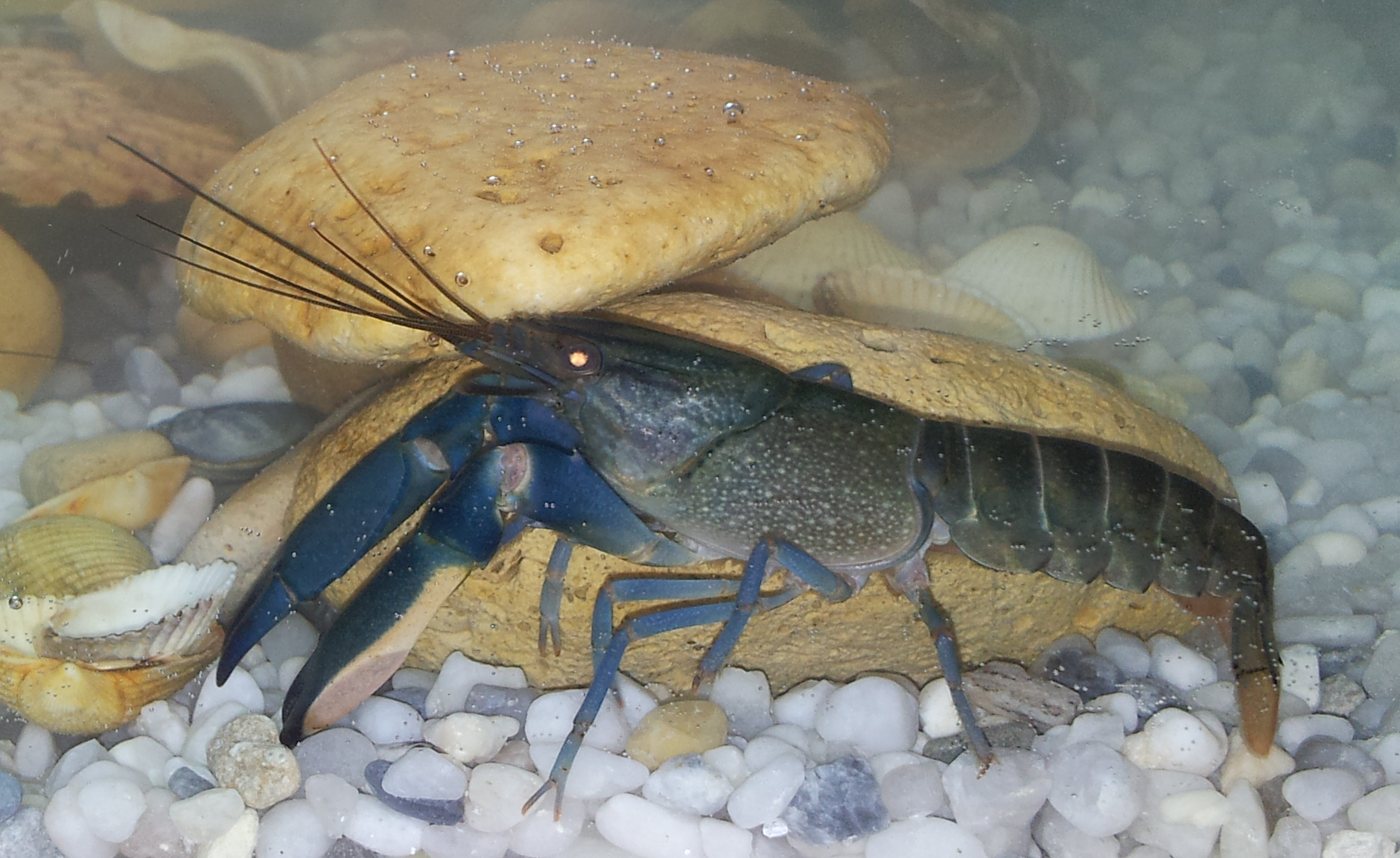
Cherax boesemani

## Liste d'espèces
Selon BioLib (20 décembre 2018) :
- Cherax acherontis Patoka, Bláha & Kouba, 2017
- Cherax albertisii (Nobili, 1899)
- Cherax albidus Clark, 1936
- Cherax austini Coughran, Dawkins, Hobson & Furse, 2012
- Cherax barretti Clark, 1941
- Cherax bicarinatus (Gray in Eyre, 1845)
- Cherax boesemani C. Lukhaup & R. Pekny, 2008
- Cherax boschmai Holthuis, 1949
- Cherax buitendijkae Holthuis, 1949
- Cherax cainii Austin & Ryan, 2002
- Cherax cairnsensis Riek, 1969
- Cherax cartalacoolah Short, 1993
- Cherax cid Coughran, Dawkins, Hobson & Furse, 2012
- Cherax communis Holthuis, 1949
- Cherax crassimanus Riek, 1967
- Cherax cuspidatus Riek, 1969
- Cherax davisi Clark, 1941
- Cherax depressus Riek, 1951
- Cherax destructor Clark, 1936
- Cherax dispar Riek, 1951
- Cherax gherardii Patoka, Bláha & Kouba, 2015
- Cherax glaber Riek, 1967
- Cherax gladstonensis Riek, 1969
- Cherax holthuisi Lukhaup & Pekny, 2006
- Cherax leckii Coughran, 2005
- Cherax longipes Holthuis, 1949
- Cherax lorentzi Roux, 1911
- Cherax minor Holthuis, 1996
- Cherax misolicus Holthuis, 1949
- Cherax monticola Holthuis, 1950
- Cherax murido Holthuis, 1949
- Cherax neopunctatus Riek, 1969
- Cherax nucifraga Short, 1991
- Cherax pallidus Holthuis, 1949
- Cherax paniaicus Holthuis, 1949
- Cherax papuanus Holthuis, 1949
- Cherax parvus Short & Davey, 1993
- Cherax peknyi Lukhaup & Herbert, 2008
- Cherax plebejus (Hess, 1865)
- Cherax preissii (Erichson, 1846)
- Cherax pulcher Lukhaup, 2015
- Cherax punctatus Clark, 1936
- Cherax quadricarinatus (von Martens, 1868)
- Cherax quinquecarinatus (Gray, 1845)
- Cherax rhynchotus Riek, 1951
- Cherax robustus Riek, 1951
- Cherax rotundus Clark, 1941
- Cherax setosus Riek, 1951
- Cherax snowden Lukhaup, Panteleit & Schrimpf, 2015
- Cherax solus Holthuis, 1949
- Cherax tenuimanus (Smith, 1912)
- Cherax urospinosus Riek, 1969
- Cherax warsamsonicus Lukhaup, Eprilurahman & von Rintelen, 2017
- Cherax wasselli Riek, 1969

Selon Catalogue of Life (20 décembre 2018) :
- Cherax quadricarinatus (von Martins,1868)

Selon NCBI (20 décembre 2018) :
- Cherax albertisii (Nobili, 1899)
- Cherax alyciae Lukhaup, Eprilurahman & von Rintelen, 2018
- Cherax barretti Clark, 1941
- Cherax bicarinatus (Gray, 1845)
- Cherax boesemani Lukhaup & Pekny, 2008
- Cherax boschmai Holthuis, 1949
- Cherax buitendijkae Holthuis, 1949
- Cherax cainii
- Cherax cairnsensis
- Cherax cartalacoolah Short, 1993
- Cherax communis Holthuis, 1949
- Cherax crassimanus
- Cherax cuspidatus
- Cherax depressus
- Cherax destructor
- Cherax dispar
- Cherax gherardiae Patoka, Blaha & Kouba, 2015
- Cherax glaber
- Cherax holthuisi Lukhaup & Pekny, 2006
- Cherax leckii Coughran, 2005
- Cherax longipes Holthuis, 1949
- Cherax lorentzi Roux, 1911
- Cherax misolicus Holthuis, 1949
- Cherax monticola Holthuis, 1950
- Cherax mosessalossa Lukhaup, Eprilurahman & von Rintelen, 2018
- Cherax murido Holthuis, 1949
- Cherax nucifraga Short, 1991
- Cherax pallidus Holthuis, 1949
- Cherax paniaicus Holthuis, 1949
- Cherax parvus
- Cherax peknyi Lukhaup & Herbert, 2008
- Cherax preissii (Erichson, 1846)
- Cherax pulcher Lukhaup, 2015
- Cherax punctatus
- Cherax quadricarinatus (Von Martens, 1868)
- Cherax quinquecarinatus
- Cherax rhynchotus
- Cherax robustus
- Cherax rotundus
- Cherax setosus
- Cherax snowden Lukhaup, Panteleit & Schrimpf, 2015
- Cherax solus Holthuis, 1949
- Cherax subterigneus
- Cherax tenuimanus
- Cherax warsamsonicus Lukhaup, Eprilurahman & von Rintelen, 2017
- Cherax wasselli Riek, 1969

Selon World Register of Marine Species (20 décembre 2018) :
- Cherax acherontis Patoka, Bláha & Kouba, 2017
- Cherax albertisii (Nobili, 1899)
- Cherax albidus Clark, 1936
- Cherax alyciae Lukhaup, Eprilurahman & von Rintelen, 2018
- Cherax austini Coughran, Dawkins, Hobson & Furse, 2012
- Cherax barretti Clark, 1941
- Cherax bicarinatus (Gray in Eyre, 1845)
- Cherax boesemani Lukhaup & Pekny, 2008
- Cherax boschmai Holthuis, 1949
- Cherax buitendijkae Holthuis, 1949
- Cherax cainii Austin & Ryan, 2002
- Cherax cairnsensis Riek, 1969
- Cherax cartalacoolah Short, 1993
- Cherax cid Coughran, Dawkins, Hobson & Furse, 2012
- Cherax communis Holthuis, 1949
- Cherax crassimanus Riek, 1967
- Cherax cuspidatus Riek, 1969
- Cherax depressus Riek, 1951
- Cherax destructor Clark, 1936
- Cherax dispar Riek, 1951
- Cherax gherardii Patoka, Bláha & Kouba, 2015
- Cherax glaber Riek, 1967
- Cherax gladstonensis Riek, 1969
- Cherax holthuisi Lukhaup & Pekny, 2006
- Cherax leckii Coughran, 2005
- Cherax longipes Holthuis, 1949
- Cherax lorentzi Roux, 1911
- Cherax minor Holthuis, 1996
- Cherax misolicus Holthuis, 1949
- Cherax monticola Holthuis, 1950
- Cherax mosessalossa Lukhaup, Eprilurahman & von Rintelen, 2018
- Cherax murido Holthuis, 1949
- Cherax neopunctatus Riek, 1969
- Cherax nucifraga Short, 1991
- Cherax pallidus Holthuis, 1949
- Cherax paniaicus Holthuis, 1949
- Cherax papuanus Holthuis, 1949
- Cherax parvus Short & Davie, 1993
- Cherax peknyi Lukhaup & Herbert, 2008
- Cherax plebejus (Hess, 1865)
- Cherax preissii (Erichson, 1846)
- Cherax pulcher Lukhaup, 2015
- Cherax punctatus Clark, 1936
- Cherax quadricarinatus (von Martens, 1868)
- Cherax quinquecarinatus (Gray in Eyre, 1845)
- Cherax rhynchotus Riek, 1951
- Cherax robustus Riek, 1951
- Cherax rotundus Clark, 1941
- Cherax setosus Riek, 1951
- Cherax snowden Lukhaup, Panteleit & Schrimpf, 2015
- Cherax solus Holthuis, 1949
- Cherax tenuimanus Smith, 1912
- Cherax urospinosus Riek, 1969
- Cherax warsamsonicus Lukhaup, Eprilurahman & von Rintelen, 2017
- Cherax wasselli Riek, 1969